# سنقاسي
سنقاسي (بالفارسية: سنقاسی) هي قرية تقع في قسم بيزكي الريفي (مقاطعة تشناران) في إيران. يقدر عدد سكانها بـ 18 نسمة .